# Mudgal
Mudgal är en ort i Indien.   Den ligger i distriktet Raichur och delstaten Karnataka, i den södra delen av landet, 1 400 km söder om huvudstaden New Delhi. Mudgal ligger 552 meter över havet och antalet invånare är 21 006.
Terrängen runt Mudgal är platt, och sluttar österut. Runt Mudgal är det ganska tätbefolkat, med 192 invånare per kvadratkilometer. Närmaste större samhälle är Lingsugūr, 18,4 km nordost om Mudgal. Trakten runt Mudgal består till största delen av jordbruksmark.